# Christian Schwochow
Christian Schwochow, né le 23 septembre 1978 à Bergen en Rügen, est un réalisateur allemand.

## Filmographie partielle

### Au cinéma
- 2006 : Marta und der fliegende Großvater
- 2007 : Terra X
- 2008 : L'Enfant de novembre (Novemberkind)
- 2011 : L'Invisible (de) (Die Unsichtbare)
- 2012 : La Tour (Der Turm)
- 2013 : De l'autre côté du mur (Westen)
- 2016 : Paula (Paula — Mein Leben soll ein Fest sein) - Première mondiale au festival de Locarno 2016
- 2019 : La Leçon d'allemand (Deutschstunde)
- 2021 : Je suis Karl
- 2021 : L'Étau de Munich (Munich: The Edge of War)

### À la télévision
- 2014 : Bornholmer Straße
- 2016 : A Dangerous Fortune
- 2018 : Bad Banks (série diffusée sur Arte)
- 2019 : The Crown, saison 3, épisodes 5 et 6

## Récompenses et distinctions
- De l'autre côté du mur (Westen)
  - Mention spéciale pour Christian Schwochow lors de la 14e édition de l'Arras Film Festival (2013)